# Port lotniczy Yola
Port lotniczy Yola (IATA: YOL, ICAO: DNYO) – port lotniczy położony w Yola, w stanie Adamawa, w Nigerii. 

## Linie lotnicze i połączenia
| Linia Lotnicza           | Kierunek                   |
| ------------------------ | -------------------------- |
| Aero Contractors         | 1. Abudża 2. Lagos         |
| Air Peace                | 1. Abudża 2. Lagos         |
| Arik Air                 | 1. Abudża                  |
| Dornier Aviation Nigeria | Czartery: 1. Maiduguri     |
| Max Air                  | 1. Abudża 2. Kano 3. Lagos |
| ValueJet                 | 1. Abudża                  |